# Campeonato de Primera B 1998-99 (Argentina)
El Torneo Primera B 1998-99 fue la LXVI edición del campeonato de Primera B del fútbol argentino en el orden de los clubes directamente afiliados a la AFA. Dio comienzo el 29 de agosto de 1998 y finalizó el 31 de julio de 1999. Fue disputado por 18 equipos.
Los nuevos equipos participantes fueron: los ascendidos de la Primera C 1997/98, Flandria y General Lamadrid y los descendidos de la Primera B Nacional 1997/98 Almirante Brown y Deportivo Italiano, peores promedios de los equipos metropolitanos de la Primera B Nacional.
El campeón fue Argentino de Rosario que obtuvo tanto el torneo apertura como el clausura y obtuvo el primer ascenso sin necesidad de disputar una final, mientras que el segundo fue para Temperley que ganó el torneo reducido al vencer en la final a Defensores de Belgrano y retornó rápidamente a la Primera B Nacional.

## Ascensos y descensos
| Posición | Descendidos de la Primera B 1997-98 |
| -------- | ----------------------------------- |
| 17.º     | Defensores Unidos                   |
| 18.º     | Colegiales                          |

| Posición  | Ascendidos de la Primera C 1997-98 |
| --------- | ---------------------------------- |
| Campeón   | Flandria                           |
| Seg. Asc. | General Lamadrid                   |

| Posición  | Ascendidos a la Primera B Nacional 1998-99 |
| --------- | ------------------------------------------ |
| Campeón   | El Porvenir                                |
| Gan. Red. | Tigre                                      |

| Posición | Descendidos de la Primera B Nacional 1997-98 |
| -------- | -------------------------------------------- |
| 7.º      | Deportivo Italiano                           |
| 8.º      | Almirante Brown                              |

## Equipos participantes
| Equipo                 | Localidad            | Estadio                      | Capacidad |
| ---------------------- | -------------------- | ---------------------------- | --------- |
| Almirante Brown        | Isidro Casanova      | Fragata Presidente Sarmiento | 25.000    |
| Argentino              | Rosario              | José Martín Olaeta           | 6800      |
| Argentino de Quilmes   | Quilmes              | Argentino de Quilmes         | 7000      |
| Berazategui            | Berazategui          | Norman Lee                   | 5500      |
| Brown de Adrogué       | Adrogué              | Lorenzo Arandilla            | 4500      |
| Defensores de Belgrano | Buenos Aires         | Juan Pasquale                | 9000      |
| Deportivo Armenio      | Ingeniero Maschwitz  | Armenia                      | 10.500    |
| Deportivo Italiano     | Ciudad Evita         | República de Italia          | 7000      |
| Deportivo Laferrere    | Laferrere            | Ciudad de Laferrere          | 10.000    |
| Dock Sud               | Dock Sud             | De Los Inmigrantes           | 9500      |
| Flandria               | Jáuregui             | Carlos V                     | 5000      |
| General Lamadrid       | Buenos Aires         | Enrique Sexto                | 3500      |
| Leandro N. Alem        | General Rodríguez    | Leandro N. Alem              | 3500      |
| San Telmo              | Dock Sud             | Dr. Osvaldo Baletto          | 5500      |
| Sarmiento              | Junín                | Eva Perón                    | 22.000    |
| Talleres               | Remedios de Escalada | Talleres                     | 15.000    |
| Temperley              | Temperley            | Alfredo Beranger             | 24.000    |
| Tristán Suárez         | Tristán Suárez       | 20 de Octubre                | 15.000    |

### Distribución geográfica de los equipos
| Región                                   | Cant. | Equipos |
| ---------------------------------------- | ----- | --- |
| Conurbano bonaerense                     | 12    | Almirante Brown, Argentino de Quilmes, Berazategui, Brown de Adrogué, Deportivo Armenio, Deportivo Italiano, Deportivo Laferrere, Dock Sud, San Telmo, Talleres, Temperley y Tristán Suárez |
| Interior de la provincia de Buenos Aires | 3     | Flandria, Leandro N. Alem y Sarmiento (Junín) |
| Ciudad de Buenos Aires                   | 2     | Defensores de Belgrano y General Lamadrid |
| Ciudad de Rosario                        | 1     | Argentino |

## Formato

### Competición
Se disputaron dos torneos: Apertura y Clausura. En cada uno de ellos, los 18 equipos se enfrentaron todos contra todos. Ambos se jugaron a una sola rueda. Los partidos disputados en el Torneo Clausura representaron los desquites de los del Torneo Apertura, invirtiendo la localía.
Si el ganador de ambas fases era el mismo equipo, sería el campeón. En cambio, si los ganadores del Apertura y el Clausura eran dos equipos distintos disputarían una final a dos partidos para determinarlo. En el primer caso, el equipo mejor ubicado en la tabla general (excluyendo al campeón) o el perdedor de la final, en el segundo caso, clasificaría a las semifinales del Torneo reducido.
Por otra parte, los seis equipos que, al finalizar la disputa, ocuparon los primeros puestos de la tabla general de la temporada (excluyendo al campeón y al clasificado a las semifinales) clasificaron a los cuartos de final del Torneo reducido.

### Ascensos
Al haber ganado el mismo equipo ambos torneos, se coronó campeón y obtuvo el primer ascenso a la Primera B Nacional, mientras que el ganador del Torneo reducido logró el segundo ascenso.

### Descensos
El promedio se calculaba sumando los puntos obtenidos en la fase regular de los torneos de 1996/97, 1997/98 y 1998/99, dividiendo por estas 3 temporadas. Los equipos que ocuparon los dos últimos lugares de la tabla de promedios descendieron a la Primera C.

## Torneo Apertura
| Pos | Equipo                 | Pts | PJ | PG | PE | PP | GF | GC | Dif |
| --- | ---------------------- | --- | -- | -- | -- | -- | -- | -- | --- |
| 1º  | Argentino de Rosario   | 35  | 17 | 10 | 5  | 2  | 25 | 14 | 11  |
| 2º  | Tristán Suárez         | 33  | 17 | 9  | 6  | 2  | 32 | 18 | 14  |
| 3º  | Defensores de Belgrano | 33  | 17 | 9  | 6  | 2  | 22 | 13 | 9   |
| 4º  | Temperley              | 29  | 17 | 8  | 5  | 4  | 25 | 13 | 12  |
| 5º  | Deportivo Armenio      | 29  | 17 | 8  | 5  | 4  | 21 | 17 | 4   |
| 6º  | San Telmo              | 27  | 17 | 7  | 6  | 4  | 24 | 17 | 7   |
| 7º  | Brown de Adrogué       | 26  | 17 | 7  | 5  | 5  | 24 | 18 | 6   |
| 8º  | Deportivo Italiano     | 26  | 17 | 7  | 5  | 5  | 28 | 23 | 5   |
| 9º  | Talleres (RE)          | 25  | 17 | 7  | 4  | 6  | 19 | 17 | 2   |
| 10º | Argentino de Quilmes   | 22  | 17 | 6  | 4  | 7  | 17 | 16 | 1   |
| 11º | Flandria               | 22  | 17 | 5  | 7  | 5  | 18 | 22 | -4  |
| 12º | Almirante Brown        | 19  | 17 | 5  | 4  | 8  | 21 | 24 | -3  |
| 13º | Leandro N. Alem        | 19  | 17 | 3  | 10 | 4  | 13 | 17 | -4  |
| 14º | General Lamadrid       | 18  | 17 | 4  | 6  | 7  | 22 | 25 | -3  |
| 15º | Sarmiento de Junín     | 15  | 17 | 4  | 3  | 10 | 17 | 22 | -5  |
| 16º | Berazategui            | 15  | 17 | 3  | 6  | 8  | 13 | 29 | -16 |
| 17º | Deportivo Laferrere    | 13  | 17 | 3  | 4  | 10 | 19 | 31 | -12 |
| 18º | Dock Sud               | 6   | 17 | 1  | 3  | 13 | 13 | 37 | -24 |

|  | Se consagró campeón del Torneo Apertura. |

## Torneo Clausura
| Pos | Equipo                 | Pts | PJ | PG | PE | PP | GF | GC | Dif |
| --- | ---------------------- | --- | -- | -- | -- | -- | -- | -- | --- |
| 1º  | Argentino de Rosario   | 36  | 17 | 11 | 3  | 3  | 31 | 16 | 15  |
| 2º  | Defensores de Belgrano | 32  | 17 | 9  | 5  | 3  | 22 | 11 | 11  |
| 3º  | Brown de Adrogué       | 30  | 17 | 8  | 6  | 3  | 28 | 19 | 9   |
| 4º  | Sarmiento de Junín     | 28  | 17 | 8  | 4  | 5  | 21 | 16 | 5   |
| 5º  | Temperley              | 27  | 17 | 8  | 3  | 6  | 27 | 23 | 4   |
| 6º  | Tristán Suárez         | 25  | 17 | 6  | 7  | 4  | 19 | 15 | 4   |
| 7º  | General Lamadrid       | 24  | 17 | 6  | 6  | 5  | 21 | 19 | 2   |
| 8º  | Almirante Brown        | 23  | 17 | 6  | 5  | 6  | 17 | 19 | -2  |
| 9º  | Leandro N. Alem        | 22  | 17 | 5  | 7  | 5  | 20 | 21 | -1  |
| 10º | Dock Sud               | 21  | 17 | 5  | 6  | 6  | 15 | 20 | -5  |
| 11º | Talleres (RE)          | 20  | 17 | 4  | 8  | 5  | 18 | 19 | -1  |
| 12º | San Telmo              | 20  | 17 | 5  | 5  | 7  | 17 | 23 | -6  |
| 13º | Deportivo Italiano     | 19  | 17 | 5  | 4  | 8  | 24 | 19 | 5   |
| 14º | Flandria               | 19  | 17 | 4  | 7  | 6  | 17 | 18 | -1  |
| 15º | Deportivo Armenio      | 18  | 17 | 4  | 6  | 7  | 23 | 27 | -4  |
| 16º | Argentino de Quilmes   | 17  | 17 | 5  | 2  | 10 | 14 | 26 | -12 |
| 17º | Berazategui            | 17  | 17 | 4  | 5  | 8  | 24 | 37 | -13 |
| 18º | Deportivo Laferrere    | 13  | 17 | 2  | 7  | 8  | 24 | 34 | -10 |

|  | Se consagró campeón del Torneo Clausura. |

## Tabla de posiciones final
| Pos | Equipo                 | Pts | PJ | G  | E  | P  | GF | GC | DIF |
| --- | ---------------------- | --- | -- | -- | -- | -- | -- | -- | --- |
| 1º  | Argentino de Rosario   | 71  | 34 | 21 | 8  | 5  | 56 | 30 | 26  |
| 2º  | Defensores de Belgrano | 65  | 34 | 18 | 11 | 5  | 44 | 24 | 20  |
| 3º  | Tristán Suárez         | 58  | 34 | 15 | 13 | 6  | 51 | 33 | 18  |
| 4º  | Temperley              | 56  | 34 | 16 | 8  | 10 | 52 | 36 | 16  |
| 5º  | Brown de Adrogué       | 56  | 34 | 15 | 11 | 8  | 52 | 37 | 15  |
| 6º  | San Telmo              | 47  | 34 | 12 | 11 | 11 | 41 | 40 | 1   |
| 7º  | Deportivo Armenio      | 47  | 34 | 12 | 11 | 11 | 44 | 44 | 0   |
| 8º  | Deportivo Italiano     | 45  | 34 | 12 | 9  | 13 | 52 | 42 | 10  |
| 9º  | Talleres (RE)          | 45  | 34 | 11 | 12 | 11 | 37 | 36 | 1   |
| 10º | Sarmiento de Junín     | 43  | 34 | 12 | 7  | 15 | 38 | 38 | 0   |
| 11º | General Lamadrid       | 42  | 34 | 10 | 12 | 12 | 43 | 44 | -1  |
| 12º | Almirante Brown        | 42  | 34 | 11 | 9  | 14 | 38 | 43 | -5  |
| 13º | Flandria               | 41  | 34 | 9  | 14 | 11 | 35 | 40 | -5  |
| 14º | Leandro N. Alem        | 41  | 34 | 8  | 17 | 9  | 33 | 38 | -5  |
| 15º | Argentino de Quilmes   | 39  | 34 | 11 | 6  | 17 | 31 | 42 | -11 |
| 16º | Berazategui            | 32  | 34 | 7  | 11 | 16 | 37 | 66 | -29 |
| 17º | Dock Sud               | 27  | 34 | 6  | 9  | 19 | 28 | 57 | -29 |
| 18º | Deportivo Laferrere    | 26  | 34 | 5  | 11 | 18 | 43 | 65 | -22 |

|  | Campeón y primer ascenso al ganar el Torneo Apertura y Clausura. |
|  | Clasificado a las semifinales del reducido por el ascenso.       |
|  | Clasificados a cuartos de final del reducido por el ascenso.     |

## Torneo reducido
El equipo que figura arriba en cada serie es el que hizo de local en el partido de vuelta y contaba con ventaja deportiva, por estar ubicado en una mejor posición en la Tabla de Posiciones final de la temporada.
|  | Cuartos de final              | Cuartos de final              | Cuartos de final              |   |           | Semifinales                    | Semifinales                    | Semifinales                    |  |  | Final                          | Final                          | Final                          |
|  | del 26 de junio al 3 de julio | del 26 de junio al 3 de julio | del 26 de junio al 3 de julio |   |           | del 10 de julio al 17 de julio | del 10 de julio al 17 de julio | del 10 de julio al 17 de julio |  |  | del 24 de julio al 31 de julio | del 24 de julio al 31 de julio | del 24 de julio al 31 de julio |
|  |                               |                               |                               |   |           |                                |                                |                                |  |  |                                |                                |                                |
|  | Defensores de Belgrano        |                               |                               |   |           |                                |                                |                                |  |  |                                |                                |                                |
|  | -                             |                               |                               |   |           |                                |                                |                                |  |  |                                |                                |                                |
|  |                               | Defensores de Belgrano        | 1                             | 0 |           |                                |                                |                                |  |  |                                |                                |                                |
|  |                               |                               |                               | 0 |           |                                |                                |                                |  |  |                                |                                |                                |
|  |                               | Deportivo Italiano            | 0                             | 0 |           |                                |                                |                                |  |  |                                |                                |                                |
|  | Deportivo Italiano            | Deportivo Italiano            | 0                             | 0 | 1         | 0                              |                                |                                |  |  |                                |                                |                                |
|  | Deportivo Italiano            |                               |                               |   | 1         | 0                              |                                |                                |  |  |                                |                                |                                |
|  | Tristán Suárez                | 0                             | 0                             |   |           |                                |                                |                                |  |  |                                |                                |                                |
|  |                               |                               |                               |   |           |                                |                                |                                |  |  | Defensores de Belgrano         | 1                              | 0                              |
|  |                               |                               | Temperley                     | 2 | 0         |                                |                                |                                |  |  |                                |                                |                                |
|  | Temperley                     | 0                             | 3                             |   |           |                                |                                |                                |  |  |                                |                                |                                |
|  | Deportivo Armenio             | 0                             | 1                             |   |           |                                |                                |                                |  |  |                                |                                |                                |
|  | Deportivo Armenio             | 0                             | 1                             |   | Temperley | 5                              | 1                              |                                |  |  |                                |                                |                                |
|  |                               |                               |                               |   | Temperley | 5                              | 1                              |                                |  |  |                                |                                |                                |
|  |                               | San Telmo                     | 3                             | 0 |           |                                |                                |                                |  |  |                                |                                |                                |
|  | Brown de Adrogué              | San Telmo                     | 3                             | 0 | 0         | 1                              |                                |                                |  |  |                                |                                |                                |
|  | Brown de Adrogué              |                               |                               |   | 0         | 1                              |                                |                                |  |  |                                |                                |                                |
|  | San Telmo                     | 1                             | 2                             |   |           |                                |                                |                                |  |  |                                |                                |                                |

Temperley ganó el reducido y ascendió a la Primera B Nacional

## Tabla de descenso
| Pos | Equipo                 | 1996/97 | 1997/98 | 1998/99 | Pts | PJ  | Promedio |
| --- | ---------------------- | ------- | ------- | ------- | --- | --- | -------- |
| 1º  | Argentino de Rosario   | 38      | 60      | 71      | 169 | 102 | 1,656    |
| 2º  | Temperley              | -       | 44      | 56      | 100 | 68  | 1,470    |
| 3º  | Defensores de Belgrano | 29      | 55      | 65      | 149 | 102 | 1,460    |
| 4º  | Brown de Adrogué       | -       | 43      | 56      | 99  | 68  | 1,455    |
| 5º  | Deportivo Armenio      | 44      | 54      | 47      | 145 | 102 | 1,421    |
| 6º  | Tristán Suárez         | 49      | 35      | 58      | 142 | 102 | 1,392    |
| 7º  | Deportivo Italiano     | -       | -       | 45      | 45  | 34  | 1,323    |
| 8º  | Sarmiento de Junín     | -       | 43      | 43      | 86  | 68  | 1,264    |
| 9º  | Talleres (RE)          | 30      | 53      | 45      | 128 | 102 | 1,255    |
| 10º | Almirante Brown        | -       | -       | 42      | 42  | 34  | 1,235    |
| 11º | General Lamadrid       | -       | -       | 42      | 42  | 34  | 1,235    |
| 12º | Argentino de Quilmes   | 37      | 49      | 39      | 125 | 102 | 1,225    |
| 13º | San Telmo              | 47      | 31      | 47      | 125 | 102 | 1,225    |
| 14º | Flandria               | -       | -       | 41      | 41  | 34  | 1,205    |
| 15º | Berazategui            | -       | 49      | 32      | 81  | 68  | 1,191    |
| 16º | Leandro N. Alem        | 48      | 32      | 41      | 121 | 102 | 1,186    |
| 17º | Dock Sud               | 48      | 43      | 27      | 118 | 102 | 1,156    |
| 18º | Deportivo Laferrere    | 53      | 35      | 26      | 114 | 102 | 1,117    |

|  | Descendió a la Primera C. |